# Vítězslav Vobořil
Vítězslav Vobořil es un deportista checoslovaco que compitió en ciclismo en la modalidad de pista, especialista en la prueba de tándem.
Ganó tres medallas en el Campeonato Mundial de Ciclismo en Pista entre los años 1985 y 1987.

## Medallero internacional
| Campeonato Mundial | Campeonato Mundial                | Campeonato Mundial | Campeonato Mundial |
| Año                | Lugar                             | Medalla            | Competición        |
| ------------------ | --------------------------------- | ------------------ | ------------------ |
| 1985               | Bassano (Italia)                  | Medalla de oro     | Tándem (A)         |
| 1986               | Colorado Springs (Estados Unidos) | Medalla de oro     | Tándem (A)         |
| 1987               | Viena (Austria)                   | Medalla de bronce  | Tándem (A)         |